# Чулак, Леонид Дмитриевич
Леони́д Дми́триевич Чула́к (укр. Леонід Дмитрович Чулак; род. 3 мая 1952) — украинский учёный-стоматолог, заведующий кафедрой ортопедической стоматологии ОНМедУ, директор университетской стоматологической клиники ОНМедУ, доктор медицинских наук, профессор, заслуженный деятель науки и техники Украины.

## Биография
Леонид Дмитриевич Чулак родился 3 мая 1952 года.
1978 год — окончил Одесский медицинский институт им Н. И. Пирогова.
1983 год — работает в Одесском национальном медицинском университете по настоящее время.
1983 год — присвоена учёная степень кандидата медицинских наук. Тема диссертации «Патогенез, клиника, диагностика и лечение дистрофически-воспалительных заболеваний слюнных желез».
1983—1986 — ассистент кафедры хирургической стоматологии.
1986 год — ассистент кафедры ортопедической стоматологии.
1991 год — доцент кафедры ортопедической стоматологии.
1997 год — присвоена учёная степень доктора медицинских наук. Тема диссертации: «Технология изготовления и клиническое применение биологически — инертных зубных протезов».
1998 год — присвоено учёное звание профессора кафедры ортопедической стоматологии ОНМедУ.
С 1 февраля 1998 года по 1 сентября 2006 года — декан стоматологического факультета ОНМедУ.
1998 год — основоположник зуботехнического отделения при стоматологическом факультете.
С 1 июля 1999 года по настоящее время заведующий кафедры ортопедической стоматологии ОНМедУ.
2002 год — основоположник университетской стоматологической клиники.
2002 год — главный врач стоматологической поликлиники ОНМедУ.
- Председатель методической комиссии по стоматологическим дисциплинам.
- Член Специализированного Совета по защите кандидатских и докторских диссертаций.
- Член Всемирной организации стоматологов и Ассоциации стоматологов причерноморских стран.

## Научная деятельность
Автор 120 научных публикаций, 11 монографий и учебных пособий, 1 учебника, 52 патентов, 3 авторских свидетельств. Является научным руководителем 22 запланированных диссертаций, (10 из которых защищены, 4 поданы на защиту), научный консультант одной докторской диссертации.

## Монографии
- Энзимодиагностика и энзимотерапия сиалозоаденитов / А. Ф. Коваленко, А. П. Левицкий, Л. Д. Чулак. — Душанбе : Ирфон, 1994. — 112 с
- Зубопротезная техника. /Л. Д. Чулак, В. Г. Шутурминский — Одесса, 2001 г. — 315 с.
- Сборник алгоритмов практических навыков и умений. /Чулак Л. Д. и др./ Учебное пособие для студентов. — Одесса-2004. 264с.
- Технология изготовления биоинертных зубных протезов / Л. Д. Чулак, А. А. Бас, В. В. Вальда ; Одес. гос. мед. ун-т. — О. : ОГМУ, 2005. — 205 с
- Комплексный практически ориентированный государственный экзамен. Специальность 7.110106 Стоматология / Л. Д. Чулак [и др.]; под общ. ред. проф. Л. Д. Чулака ; Одес. гос. мед. ун-т. — О. : Одес. гос. мед. ун-т, 2006. — 196 с
- Пособие по подготовке к практически-ориентированного государственному экзамену / Шнайдер С. А., Чулак Л. Д., Косенко К. М., Деньга О. В. та ін. (всього: 8 осіб) — Одесса, 2006. — 126 с.
- Клініка та лікування сіалоаденітів. /Шутурмінський В. Г. Чулак Л. Д.,Левицький А. П., Залевська В. А./ Чернівці: вид-во «Прут», 2006 114 с.
- Комплексный практически ориентированный государственный экзамен. Специальность 7.110106 «Стоматология»  : [учеб. пособие для студ.-выпускников стоматол. фак. высш. мед. учеб. заведений Украины] / Л. Д. Чулак, К. Н. Косенко, А. Г. Гулюк [и др.]; под ред. Л. Д. Чулака, [2008]. — 1 эл. опт. диск (CD-ROM)
- Чулак, Леонід Дмитрович. Клінічні та лабораторні етапи виготовлення зубних протезів [Текст] : навч. посіб. для студ. стоматол. фак. вищ. мед. навч. закл. IV рівня акредитації / Л. Д. Чулак, В. Г. Шутурмінський, 2009. — 317 с.
- Корекція функціональної активності слинних залоз при зубному протезуванні хворих на гіпосалівацію [Текст] : звіт про НДР (заключ.) / Одес. нац. мед. ун-т, Каф. ортопед. стоматології, 2011. — 125 с.